# Kradzież szczególnie zuchwała
Kradzież szczególnie zuchwała – typ kradzieży polegający na zaborze mienia pokrzywdzonego wraz z lekceważącym i wyzywającym zachowaniem. W polskim prawie kradzież zuchwała przewidziana została przez uchwałę Sądu Najwyższego z 25 czerwca 1980 r., sygn. akt VII KZP 48/78. W ramach Tarczy Antykryzysowej 4.0 dnia 19 czerwca 2020 roku szczególniej zdefiniowano pojęcie kradzieży zuchwałej. Przepis prawa (art. 115 § 9a k.k.) brzmi:
„1) kradzież, której sprawca swoim zachowaniem wykazuje postawę lekceważącą lub wyzywającą wobec posiadacza rzeczy lub innych osób lub używa przemocy innego rodzaju niż przemoc wobec osoby, w celu zawładnięcia mieniem;

2) kradzież mienia ruchomego znajdującego się bezpośrednio na osobie lub w noszonym przez nią ubraniu albo przenoszonego lub przemieszczanego przez tę osobę w warunkach bezpośredniego kontaktu lub znajdującego się w przedmiotach przenoszonych lub przemieszczanych w takich warunkach.”